# Fizeș, Hunedoara
Fizeș este un sat în comuna Băița din județul Hunedoara, Transilvania, România.
Localitatea este menționată pentru prima dată în documente în anul 1439 când purta numele Fyzesd.

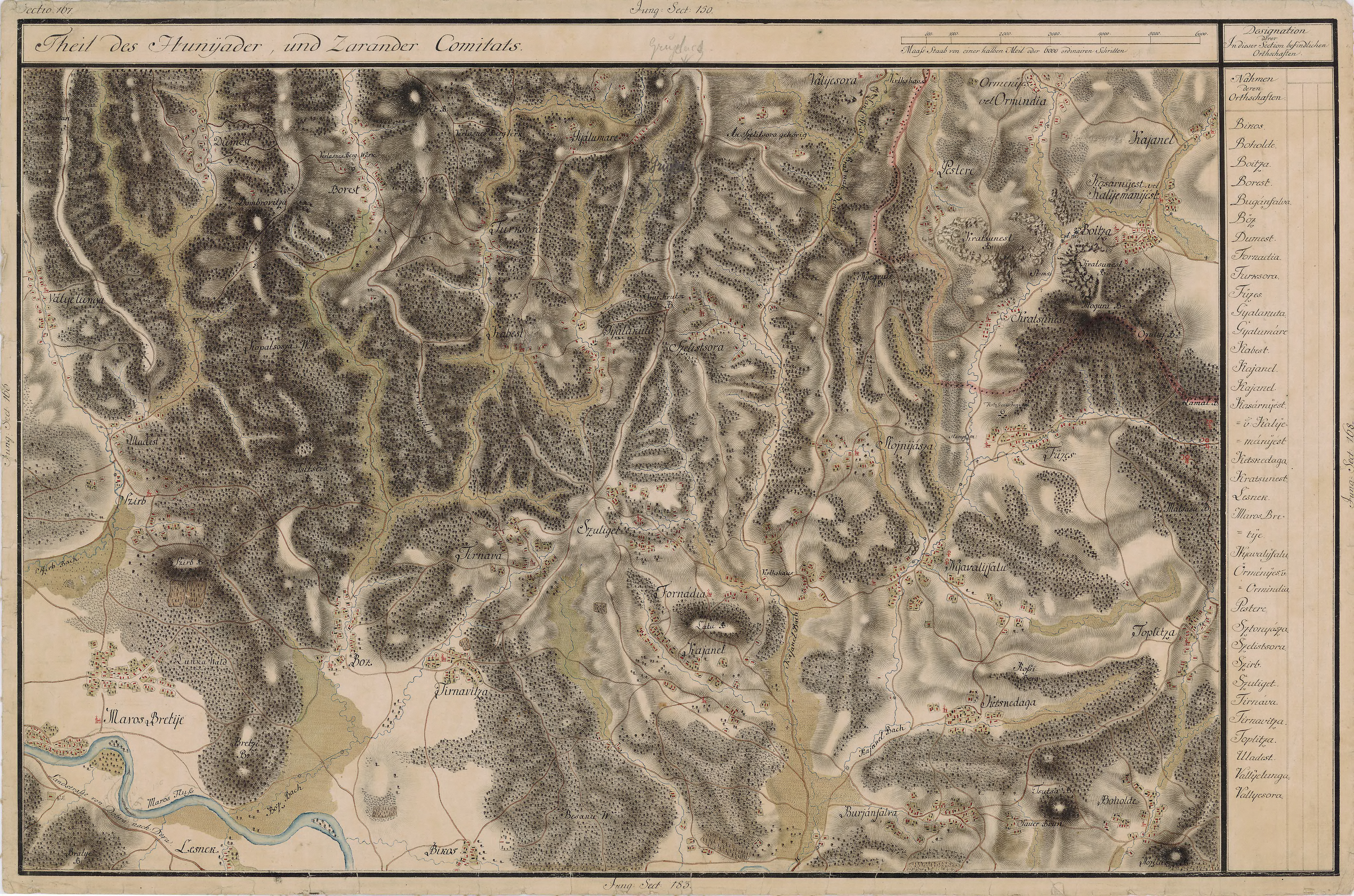
Fizeș în Harta Iosefină a Transilvaniei, 1769-1773